# Folkspel
Folkspel är ett svenskt spelbolag som arrangerar lotterier. Ägare är 73 svenska riksorganisationer. Verksamheten kontrolleras av Lotteriinspektionen. 
Sedan 1991 har Folkspel delat ut 16,3 miljarder kronor till Sveriges föreningar. År 2016 delade Folkspel ut drygt 165 miljoner kronor till föreningslivet. 
Folkspel äger idag produkterna Bingolotto, Bingolottos julkalender, skraplotten Sverigelotten samt digital bingoverksamhet på sajten bingolotto.se. Tidigare lotter är Sverigelotteriet, Svenska Rikslotteriet, Full bricka och skraplotterna Färgfemman, Trippel 21, Jeopardy och Sänka Skepp. Den största produkten är Bingolotto, som hittills genererat över 14 miljarder kronor till svenskt föreningsliv.

## Årets Eldsjäl
Sedan 2007 kan svenska folket varje år nominera eldsjälar från det svenska föreningslivet i Folkspels projekt Årets Eldsjäl. Vinnarna belönas vid en årlig gala – Eldsjälsgalan. Syftet med Årets Eldsjäl och Eldsjälsgalan är att lyfta fram vikten och betydelsen av det svenska föreningslivet och de viktiga kuggar, eldsjälarna, som gör det möjligt för föreningarna att fortleva.
Under åren 2008-2015 kombinerades Eldsjälsgalan med en BingoLottosändning under namnet Eldsjälsgalan med MiljonBingo. 2016 gjorde galan ett uppehåll men återvände under nya former 2017.
Vinnare:
- 2019 Ken Kvist

Höllviken Boxningsklubb
- 2017 Anna Karlsson
- 2015 Mikael Andersson Kungälv Kyokushin Karate
- 2014 (årets ledare) Mikael Andersson, Kungälv Kyokushin Kai, Kungälv
- 2013 (årets ledare) Arne Svensson, FIK Färjestaden, Färjestaden
- 2012 Bengt Ek, Morjärvs SK, Kalix
- 2011 Monica Sandström, Bräcke Sportklubb, Bräcke
- 2010 Tommy Månsson, Boxningklubben Revansch, Sölvesborg
- 2009 Åke Lundvall, Halliwickklubbarna Doppinge & Viggen, Järfälla
- 2008 Harald Hoffman, Endre IF, Visby
- 2007 Elsa Rosén, BK Skoj, Vinslöv